# یورگن اشمود
یورگن اشمود (آلمانی: Jürgen Schmude؛ ۹ ژوئن ۱۹۳۶ – ۳ فوریهٔ ۲۰۲۵) سیاست‌مدار اهل آلمان بود. وی از ۱۶ فوریه ۱۹۷۸ تا ۲۸ ژانویه ۱۹۸۱ وزیر فدرال آموزش و پژوهش آلمان غربی بود.
او از ۲۸ ژانویهٔ ۱۹۸۱ تا ۱ اکتبر ۱۹۸۲ وزیر دادگستری و همچنین از  ۱۷ سپتامبر ۱۹۸۲ تا ۱ اکتبر ۱۹۸۲ وزیر کشور آلمان غربی بود.
یورگن اشمود در ۳ فوریهٔ ۲۰۲۵، در سن ۸۸ سالگی درگذشت.